# 穆尔格
穆尔格（德語：Murg）是德国巴登-符腾堡州的一个市镇。总面积20.90平方公里，总人口6750人，其中男性3319人，女性3431人（2011年12月31日），人口密度323人/平方公里。

## 友好城市
- 法國 耶夫尔河畔默安